# Fiat Tipo (1988)
Pour les articles homonymes, voir Fiat Tipo (2016).
La Fiat Tipo est un modèle de voiture compacte fabriqué par Fiat de 1988 à 2000 (1995 pour l'Europe). Elle a remporté le trophée européen de la voiture de l'année en 1989.

## Histoire
Après des premières photos diffusées durant l'été 1987, la Tipo est lancée en janvier 1988. Pour la petite histoire, elle a été dessinée par l'institut I.DE.A et non par Giugiaro, auteur des Panda et Uno. Fiat aurait ranimé ce bureau de design pour 'punir' Giugiaro. Celui-ci avait proposé un dessin à VW pour la future Golf II, que VW a retenu mais... Pour la Seat Ibiza. Cela donna une citadine trop réussie pour Fiat, qui vit d'un très mauvais œil que son ancienne filiale produise une rivale aussi séduisante esthétiquement que la Uno. 
Très originale, avec arrière voulu "comme une signature stylistique" selon Vittorio Ghidella, la Tipo incarne aussi le résultat de recherches menée sur le prototype VSS (Véhicule à Sous-Systèmes) très novateur sur le plan des solutions de fabrication.
Le tableau de bord, notamment, est installé déjà complet dans la voiture et introduit par les portières, d'où leur angle d’ouverture particulièrement important (près de 90°), favorisant également l'accessibilité à bord.
En termes d'architecture (on est proche d'un monospace compact avant l'heure), d'habitabilité, de confort, de tenue de route, d'équipement (elle offrait déjà en option l'ABS à 2 capteurs sur les essence, et 4 sur la Turbo DS) et de modernité, elle n'était pas loin de redéfinir les normes de la catégorie. À l'époque, elle apportait des solutions très modernes pour la protection des passagers.
Les premiers essais de la presse spécialisée eurent lieu en toute fin d'année 1987, et la nouvelle compacte de Fiat fut lancée officiellement en grande pompe en janvier 1988. Très rapidement cette berline de 3,96 m de long se signala par son habitabilité exceptionnelle, une suspension excellente et une tenue de route sûre en toutes circonstances. Elle préfigurait, avec 15 ans d'avance, l'ère des voitures moyennes super-habitables que seront les Peugeot 307, Honda Civic et autres... Fiat Stilo qui s'en réclamèrent plus tard. Avec une largeur aux coudes de 1,48 mètre, elle écrasait toutes ses concurrences en termes d'espace à bord, sans avoir nullement recours à l'artifice des évidements dans les portières dont Renault était si friand.
Ainsi, en 1989, la Tipo est élue Voiture européenne de l'année, très loin devant l'Opel Vectra arrivée seconde. Bien que son hayon soit réalisé en matériaux composites, la Tipo fut le premier modèle Fiat, et la première voiture de sa catégorie en Europe, avec une tôlerie entièrement en acier galvanisé.
La gamme au lancement est simple :
- Finition standard : tableau analogique, fermeture des vitres et des portes manuelle. Moteur 1.4 et 1.7d.
- Finition DGT : tableau digital, sièges velours, fermeture des vitres et des portes électriques. Moteurs 1.4, 1.6 et Turbo diesel, ce dernier recevant de série une direction assistée.

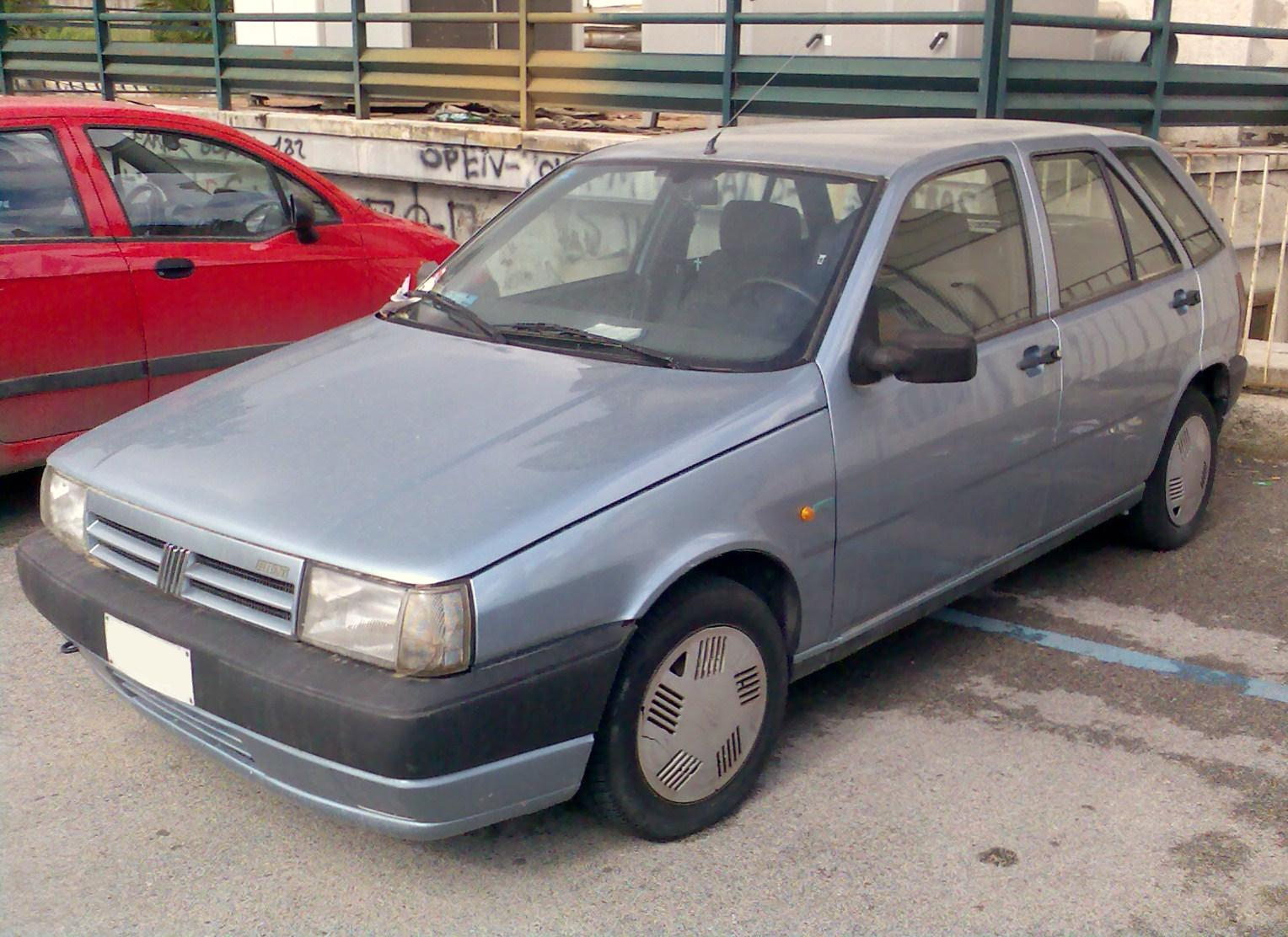
Fiat Tipo 1^{er} série DGT 5portes

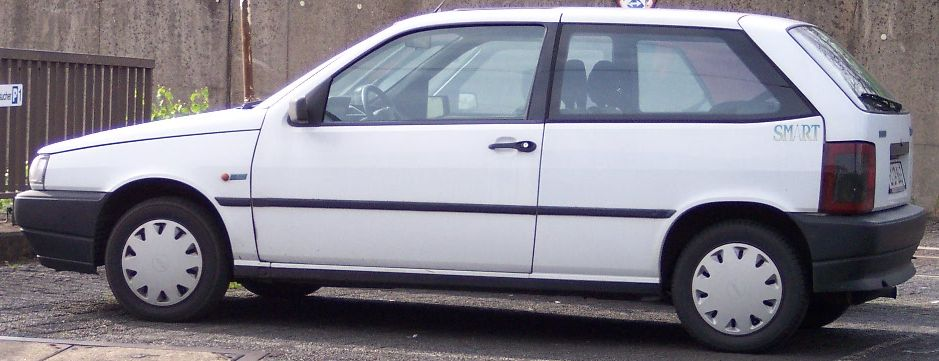
Fiat Tipo 2e série disponible avec 3 portes - 1993

La Tipo rencontra très rapidement un énorme succès commercial, puisque durant sa première année pleine de commercialisation, elle s'écoula à 437 114 exemplaires alors que le constructeur ne comptait en fabriquer que 270 000 exemplaires. Il fallut donc augmenter la cadence de production et soulager l'usine ultra-automatisée de Cassino en équipant en urgence une ligne dans l'usine Alfa Romeo de Pomigliano d'Arco près de Naples pour répondre à cette demande. Malheureusement, quelques problèmes de qualité (électronique embarquée et électricité ou certains accessoires) viennent un peu ternir cette carrière si bien partie. Les ventes chutent dès l'année suivante à 292 777 exemplaires. 
La gamme est régulièrement remaniée avec l'apparition des versions AGT et AGT S à tableau de bord analogique et équipement relativement étoffé, en complément des versions de base et DGT à instrumentation digitale. Autres nouveautés : le moteur 1 756 cm3 8 soupapes de 109 ch (finition Gran Turismo sur base AGT S) et le bloc Diesel 1.9 atmosphérique de 65 ch. Par ailleurs, la Turbo DS reçoit le renfort d'une Tds X, à la présentation sportive inspirée de celle de la 16V. L'Italie et l'Allemagne ont droit à une version 2.0 115 ch.
En 1991, des séries spéciales sont lancées :
- la Pop, proposée au prix ravageur de 58 900 F avec un moteur 1,4 litre,
- l'Estivale, dotée d'une peinture blanche intégrale, d'un autoradio K7 et d'un toit ouvrant (moteur 1.4)
- la Perfect, déclinaison luxueuse avec intérieur cuir, climatisation automatique, volant bois et tableau de bord revêtu de plastique 'Soft Touch' (moteur 1.6).
En fin d'année, la 1.8 16V de 136 ch se voit accompagnée d'une 2.0 16V de 142 ch, plus puissante mais pas vraiment plus performante car alourdie d'une centaine de kg. Elle progresse surtout côté souplesse et insonorisation et reçoit un ABS de série.
En 1992, la puissance des blocs 1.4 et 1.6 est revue à la hausse : respectivement 76 et 86 ch contre 72 et 83 ch précédemment. Les habillages intérieurs progressent, les panneaux de portières sont plus étoffés.
Les tarifs de la Tipo s'échelonnaient de 66 700 à 120 900 francs français en 1994 pour le modèle à moteur essence. 
La plateforme de la Fiat Tipo, un modèle de polyvalence et de rigidité pour l'époque, servit de base à la Fiat Tempra, version 4 portes classique de la Tipo, et au Fiat Coupé fabriqué par Pininfarina mais dessine par le Centro Stile Fiat, mais aussi aux Bravo/Brava , Fiat Marea, aux Lancia Dedra et Lancia Delta II, et aux Alfa Romeo 145, Alfa Romeo 146, Alfa Romeo 155 , Spider et GTV. 
Cette même plateforme, après moult évolutions, à également servie aux Fiat Stilo , Fiat Bravo (2007), Lancia Delta (2008), Lancia Lybra , Alfa Romeo 147 , Alfa Romeo 156 , supportant des moteurs à 4, 5 et 6  cylindres avec des puissances allant jusqu'à 260 ch , avec 2 ou 4 roues motrices.
La Fiat Tipo s'effaça en 1995 et céda sa place au duo Bravo/Brava, sur une plateforme similaire. Un peu oubliée aujourd'hui, la Tipo mériterait une plus ample reconnaissance de la part du public. Cette désaffection a néanmoins aussi des avantages pour ceux qui cherchent une compacte d'occasion sérieuse et solide, puisque les prix sont bas et que la carrosserie ne rouille pas. 
Pour les amoureux de la Tipo à toute échelle, il faut savoir que le réducteur Burago a commercialisé une Tipo au 1/43e et une au 1/24e. Bien que n'étant pas d'une qualité parfaite, elles satisferont les amateurs du genre qui sont prêts à courir les bourses d'échange.

## Caractéristiques
La Tipo initie chez Fiat le concept de cocooning, c’est-à-dire une voiture agréable à vivre pour une petite famille. Ses principales concurrentes furent la Volkswagen Golf II puis III, la Peugeot 309, la Renault 19 et la Citroën ZX. Elle prend dignement le relais de la Fiat Ritmo en étant élue voiture de l'année 1989. Aucune concurrente n'affiche une largeur aux coudes comparables : 148 cm, sans l'artifice des évidements de portière alors si chers à Renault, établissant le record de la catégorie.
Les principaux atouts de la Tipo sont un prix compétitif, un dessin original caractéristique et une habitabilité record dans la catégorie des compactes. Sa tenue de route est très sûre et sa fiabilité générale bonne, ce qui en fait donc une voiture raisonnable. En revanche, les renforts apportés à sa structure, qui lui offrent une excellente sécurité passive, ont aussi pour conséquence de l'alourdir, rendant sa consommation un peu supérieure à celle des concurrentes, en particulier en 1.4 essence à carburateur.

## Les différents modèles
La Tipo est principalement la voiture du bon père de famille. Elle possède néanmoins aussi des versions plus dévergondées, telles que la Sedicivalvole (16 soupapes en italien) de 2 litres et 142 ch, puis 139 avec catalyseur. Ces variantes sont cependant moins connues du grand public que celles de ces rivales, comme la R19 16 soupapes, la VW Golf GTi ou la 306 XSi.
En dehors de cette sportive, la gamme s’étale entre un 1.1 de 55 ch, un 1.4 de 72 ch, un 1.4 ie de 69 ch, un 1.6 ie de 75 ch ainsi qu'un 1.8 ie de 103 ch en essence. (Les modèles à carburateur d'avant 1993 délivraient quelques chevaux de plus). Les moteurs Diesel ne sont pas en reste avec un 1.7 D de 57 ch, un 1.9 D de 65 ch et un 1.9 TD de 90 ch. Eu égard au poids respectable de la Tipo (980 à 1 200 kilos), les moteurs de moins de 75 ch semblent à proscrire. Le moteur 1.1 litre était d'ailleurs quasiment réservé au marché grec.

### La gamme Tipo2esérie
La gamme Tipo restylée se compose de 7 niveaux d'équipement:
@ l'entrée de gamme en 1.4 et 1.7 D

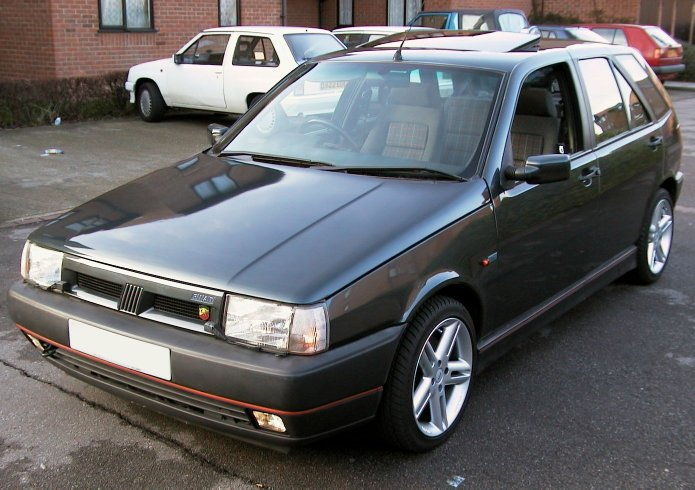
Fiat Tipo 16V

- la Pop d'entrée de gamme, assez dépouillée, avec le 1.4 et le 1.7D
- la S dotée de 2 vitres électriques et d'une fermeture centralisée avec direction assistée dès juillet 1993.
- la SX avec intérieur velours, anti brouillards avant et volant réglable.
- la SLX, qui rajoute les jantes alu et les rétros électriques
- la GT, pour Granturismo avec sièges sport, pneus taille basse, et moteurs 1.8ie et turbodiesel 1.9. La GT se démarque extérieurement par des pieds milieux de caisse noirs ainsi qu'un volant trois branches.
- la 16 V, équipée provisoirement d'un 1.8, puis du 2 litres. Elle se distingue des autres Tipo par son ABS et ses feux arrière rouges (rouge et noir sur les autres).

La Tipo connut également une version Estivale, classique chez Fiat ainsi qu'une DGT, proche de la SX mais dotée d'un compteur digital réputé illisible avec le soleil. Ce dernier modèle aurait d'ailleurs du être appelé DIGIT, mais Fiat dut y renoncer, Citroën ayant déposé l'appellation peu de temps auparavant pour la Citroën BX.
Tous les modèles existaient avec une boîte manuelle à 5 rapports mais la 1.6 proposait aussi une version Selecta dotée d'une boîte CVT de triste mémoire. Malgré un agrément certain en ville, cette boîte à variation continue (qui équipa également les Fiat Uno, Fiat Panda, Fiat Punto et Lancia Y10, avec une gestion électronique sur ces dernières) faisait preuve d'une fiabilité très aléatoire, qui obligeait quelquefois Fiat à remplacer la boîte Selecta par une boîte classique en rajoutant une pédale d'embrayage.

### Refonte
En juillet 1993, la Tipo est restylée et reçoit alors de nouveaux phares, une version 3 portes et un intérieur de meilleure facture, ce qui n'était pas un luxe lorsque l'on connaît les premiers habitacles, peu avenants. L’apparition du catalyseur fait baisser les puissances. Ainsi, le 1.4 chute de 76 à 69 ch, le 1.6 de 86 à 75 ch, le 1.8 de 109 à 103 ch et le 2.0 l 16V de 142 à 139 ch, encore que ce dernier bénéficiât auparavant d'un filtre catalytique.
En juillet 1994, pour le millésime 1995, la direction assistée est généralisée à la POP tandis que la puissance des moteurs est augmentée (1.4 de 69 à 71 ch, 1.6 de 75 à 76 ch, 1.7D de 57 à 58 ch, 1.9TD de 90 à 92 ch ; seuls les 1.8 et 1.9D restent à respectivement 103 et 65 ch). Un 1.6 MPI (à injecteurs multiples) de 90 ch est également lancé, que l'on retrouve dans les Tempra et Punto Sporting.
En mars 1995, les "gros" moteurs 1.8 et 2.0 sont supprimés, tandis que la gamme se réduit à 2 finitions : Start (direction assistée, baguettes latérales et vitres av. électriques sur 3 portes) et Quartz (+vitres av. électriques sur 5 portes, verrouillage centralisé et banquette 60/40)
En octobre 1995, les derniers modèles sont importés en France. La version 4 portes à coffre, la Fiat Tempra, est arrêtée 1 an plus tard.
Malgré son esthétique en partie dictée par des impératifs de fabrication, la Tipo a connu un succès étonnant, mais éphémère. Fiat n'avait pas compris le désir des clients pour plus de qualité perçue. L'arrivée en 1991 des Opel Astra et Golf III, pas meilleures techniquement mais aux habitacles incontestablement plus valorisants, eut vite fait de marginaliser la Tipo, que Fiat n’avait pas su faire évoluer suffisamment. Dommage, car elle aurait pu, avec une finition plus rigoureuse, offrir durablement à Fiat une place enviable dans le segment des compactes, où il est encore actuellement un acteur de second, voire de troisième plan. La Renault 19, bien moins brillante conceptuellement mais ayant fait preuve de clairvoyance et misé sur la qualité à tout prix, a, elle, réussi cette opération pour la marque au losange.

## Production
Comme beaucoup de modèles du constructeur italien, la Tipo a été produite dans l'usine robotisée de Cassino, en Italie, et plus marginalement à Pomigliano d'Arco (en 1989 et 1990), mais aussi dans d'autres pays :
- Brésil : Fiat Automoveïs a fabriqué la Tipo dans son usine géante de Betim dans la même configuration que l'original italien à partir de 1996, après l'arrêt de la production en Italie, à 12 570 exemplaires.
- Turquie : Fiat-Tofas a fabriqué la Tipo dans son usine de Bursa, strictement identique à l'original italien à 49 766 exemplaires.

### Chiffres de production par pays
| Pays    | Période   | Nombre d’exemplaires |
| Italie  | 1988-1995 | 1 905 276            |
| Turquie | 1993-1998 | 49 766               |
| Brésil  | 1995-1997 | 12 570               |
| TOTAL   | 1988-1998 | 1 967 612            |

### Motorisations
| Modèles (Année prod.)                                                | Type            | Cylindrée cm³ | Puissance Ch (KW) @ tr/min | Couple N m-tr/min | Vitesse Km/h | 0 à 100 km/h secondes | Poids kg | Notes/équipements                                                                            |
| Moteurs essence                                                      |                 |               |                            |                   |              |                       |          |                                                                                              |
| 1.1 FIRE (02/88-04/90)                                               | Fiat 160A3.000  | 1.108         | 56 (41) @ 5500             | 89 @ 2900         | 150          | 16,2                  | 950      | base, DGT, Smart.                                                                            |
| 1.4 (02/88-09/91)                                                    | Fiat 160A1.046  | 1.372         | 71 (52) @ 6000             | 106 @ 3000        | 167          | 12,6                  | 990      | base, AGT, DGT, Europe (normes anti pollution), Selecta DGT (Boîte Automatique CVT)          |
| 1.4 (10/90-10/92)                                                    | Fiat 159A2.000  | 1.372         | 76 (56) @ 6000             | 108 @ 2900        | 171          | 12,0                  | 990      | Base, AGT, Clip, S, Selecta DGT (Boiîte Automatique CVT), SX, York, York DGT                 |
| 1.4 i.e. (09/91-04/93)                                               | Fiat 160A1.046  | 1.372         | 69 (51) @ 6000             | 106 @ 3000        | 165          | 13,0                  | 990      | Base, S, SX, AGT, Clip, Europe DGT                                                           |
| 1.6 i.e. (02/88-08/90)                                               | Fiat 149.C2.046 | 1.585         | 90 (66) @ 6000             | 122 @ 4250        | 180          | 11,6                  | 1.000    | DOHC, AGT, DGT                                                                               |
| 1.6 (08/90-09/92)                                                    | Fiat 160A2.000  | 1.581         | 86 (62) @ 6000             | 132 @ 2900        | 178          | 11,8                  | 1.000    | Selecta DGT, Selecta SX, SX, York DGT, AGT, DGT, Moonlight, S, Selecta                       |
| 1.6 i.e. (09/91-01/93)                                               | Fiat 159A3.000  | 1.581         | 79 (59) @ 6000             | 124 @ 3000        | 175          | 12,4                  | 1.020    | Base, S, Selecta SX, SX, AGT, Suite                                                          |
| 1.6 i.e. (01/93-04/93)                                               | Fiat 159A3.000  | 1.581         | 75 (56) @ 6000             | 124 @ 3000        | 170          | 12,4                  | 1.020    | Base, S, Suite                                                                               |
| 1.6 S i.e. / 1.7 i.e. (01/94-10/96) Export. Allemagne, Grèce, Brésil | Fiat 835C1.000  | 1.676         | 89 (66) @ 5900             | 130 @ 3000        | 185          | 11,4                  | 1.010    | S, SX, Suite                                                                                 |
| 1.8 i.e. (08/90-09/92)                                               | Fiat 159A4.000  | 1.756         | 108 (81) @ 6000            | 142 @ 2500        | 190          | 10,3                  | 1.100    | DOHC, injection électronique multipoint Magneti Marelli; AGT, DGT, SX                        |
| 1.8 i.e. (02/92-04/93)                                               | Fiat 159A4.000  | 1.756         | 85 (77) @ 5800             | 140 @ 2450        | 188          | 10,5                  | 1.100    | DOHC, injection électronique multipoint Magneti-Marelli & normes Euro I ; GT                 |
| 1.8 i.e. 16 V (11/89-06/92)                                          | Fiat 160A5.000  | 1.756         | 136 (101) @ 6250           | 167 @ 4600        | 204          | 8,5                   | 1.100    | DOHC injection électronique multipoint Magneti Marelli                                       |
| 2.0 i.e (08/90-04/93)                                                | Fiat 159A6.046  | 1.995         | 113 (83) @ 5750            | 159 @ 3300        | 190          | 10,5                  | 1.150    | DOHC, injection électronique multipoint Euro 1; Automatique GT, DGT, GT,                     |
| 2.0 i.e 16 V (03/91-04/93)                                           | Fiat 160A8.046  | 1.995         | 146 (107) @ 6250           | 173 @ 5000        | 210          | 8,0                   | 1.180    | DOHC, injection électronique multipoint Euro 1                                               |
| 2.0 i.e 16 V Sport (03/92-04/93)                                     | Fiat 836A3.000  | 1.995         | 140 (104) @ 6000           | 180 @ 4500        | 220          | 7,6                   | 1.150    | DOHC, injection électronique multipoint Euro 1                                               |
| Moteurs diesel                                                       |                 |               |                            |                   |              |                       |          |                                                                                              |
| 1.7 D (02/88-04/93)                                                  | Fiat 149B4.000  | 1.697         | 58 (42) @ 4600             | 98 @ 2900         | 150          | 16,8                  | 1.050    | Base, DGT, Eco (Euro 1)                                                                      |
| 1.9 D (10/90-04/93)                                                  | Fiat 160A7.000  | 1.929         | 64 (48) @ 4600             | 119 @ 2000        | 160          | 15,5                  | 1.090    | DGT, Eco S (Euro 1), S                                                                       |
| 1.9 TD (02/88-04/93)                                                 | DFiat 850A6.000 | 1.929         | 90 (66) @ 4100             | 186 @ 2400        | 175          | 11,5                  | 1.160    | Injection indirecte turbo & intercooler - DGT, Eco GT (Euro 1), Eco Mania (Euro 1), S, X, GT |

Nota : Pour certains marchés : Allemagne, Brésil et Turquie, pour des raisons purement de fiscalité locale, Fiat Auto a dû proposer la Tipo 1,6 équipée d'un moteur différent, le Fiat 835C1.000 de 1 676 cm3

## Nouveau modèleFiat Tipo (2016)
Fiat a baptisé une nouvelle génération de voiture de sa gamme moyenne, remplaçante de la Fiat Bravo, la Fiat Tipo (2016). Elle a été présentée en avant première au Salon d'Istambul en mai 2015 elle est  commercialisée en Turquie depuis novembre 2015 et arrive en Italie un mois plus tard. La gamme comprend au total 3 modèles : 
- la version berline classique à 4 portes avec coffre séparé,
- la version 5 portes avec hayon, attendue pour le Salon de Genève 2016,
- la version station-wagon attendue pour le Salon de Genève 2016.

Elle sera restylée en 2020.

## Curiosité
Le 9 septembre 1990, Cesare Romiti, Directeur Général du groupe Fiat, après le Grand Prix automobile d'Italie de Monza, a offert à Nigel Mansell, en guise de remerciement pour sa performance lors de la saison 1990 de Formule 1 dans l'écurie Ferrari, une Fiat Tipo 1,8 DGT portant le numéro de châssis 1 000 000. La voiture a été immatriculée le 8 janvier 1992 et Nigel Mansell l'a conservée jusqu'au 4 novembre 1993, date à laquelle elle a été vendue à un résident de l'île de Man.